# Plácido Ellauri (Montevideo)
Plácido Ellauri es un barrio de la ciudad de Montevideo, perteneciente al Municipio D y al Centro Comunal Zonal 11. Limita con los barrios Las Acacias (al suroeste), Marconi (al sureste), Casavalle (al norte) y Piedras Blancas (al este).
Mayoritariamente dentro de este barrio, Rubén Isidro Alonso (popularmente conocido como Padre Cacho), se instaló e hizo conocida su obra.

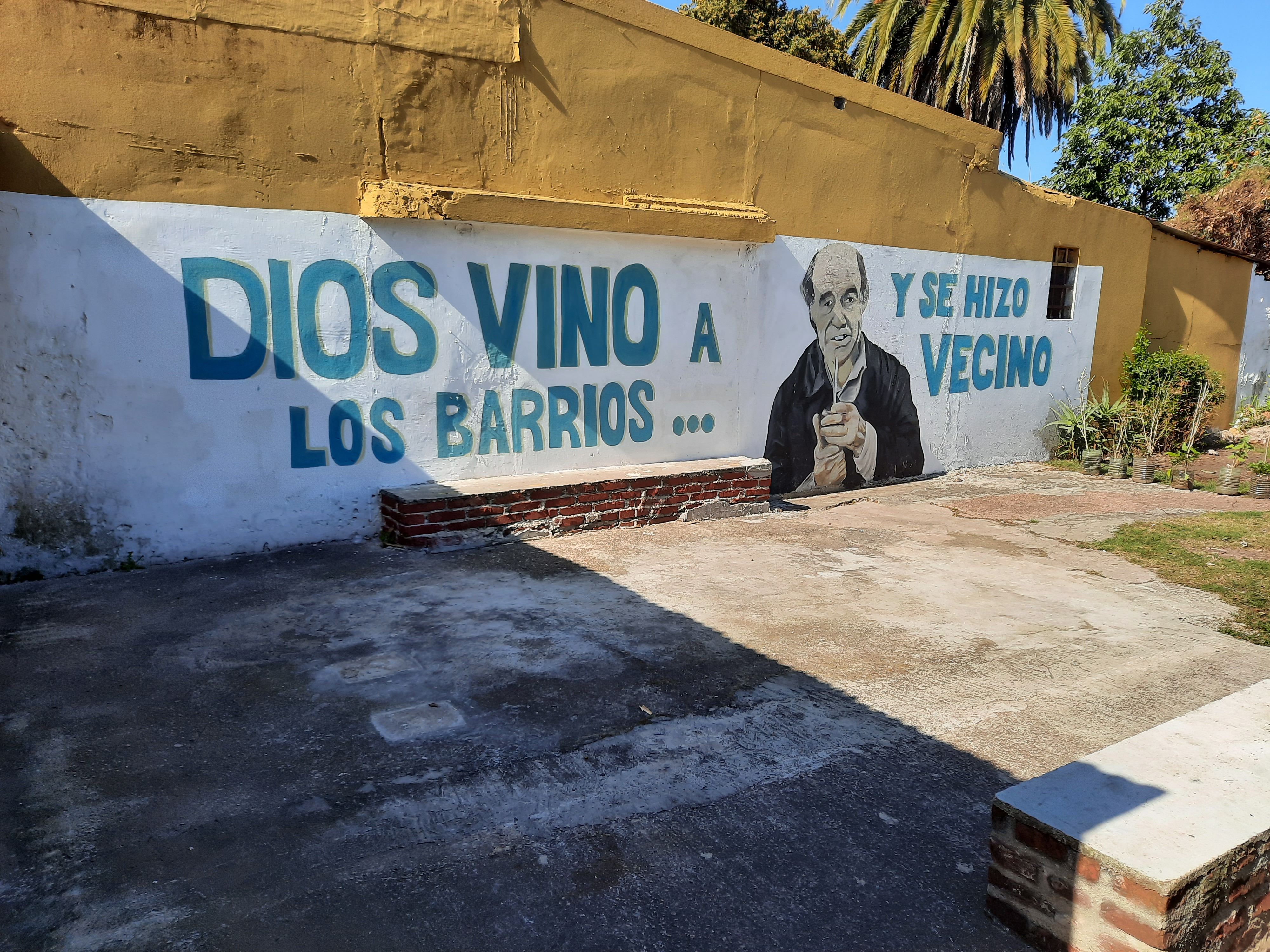
Mural del Padre Cacho en la parroquia de los Sagrados Corazones (Possolo)

Sus límites son la calles Av. Don Pedro de Mendoza, Cno. Tte. Galeano, Av. Gral. San Martín, Blvr. Aparicio Saravia, Juan Acosta, Possolo, Andalucía, C. Galvani, Possolo, Av. Gral Flores, Gral. Enrique Castro, Torricelli, Rambla Costanera y Dr. José Iraola. 
Este pequeño barrio, cuenta con construcciones precarias, en las que abundan los almacenes y viviendas. La construcción que destaca dentro de la zona es la Parroquia de los Sagrados Corazones ("Possolo"), en el límite con el barrio Las Acacias, además de la Organización San Vicente - Obra Padre Cacho, Casa de Todos - Padre Cacho, Las Escuelas N° 326 y 350, y otros CAIF y centros de ayuda.